# Monkey bread

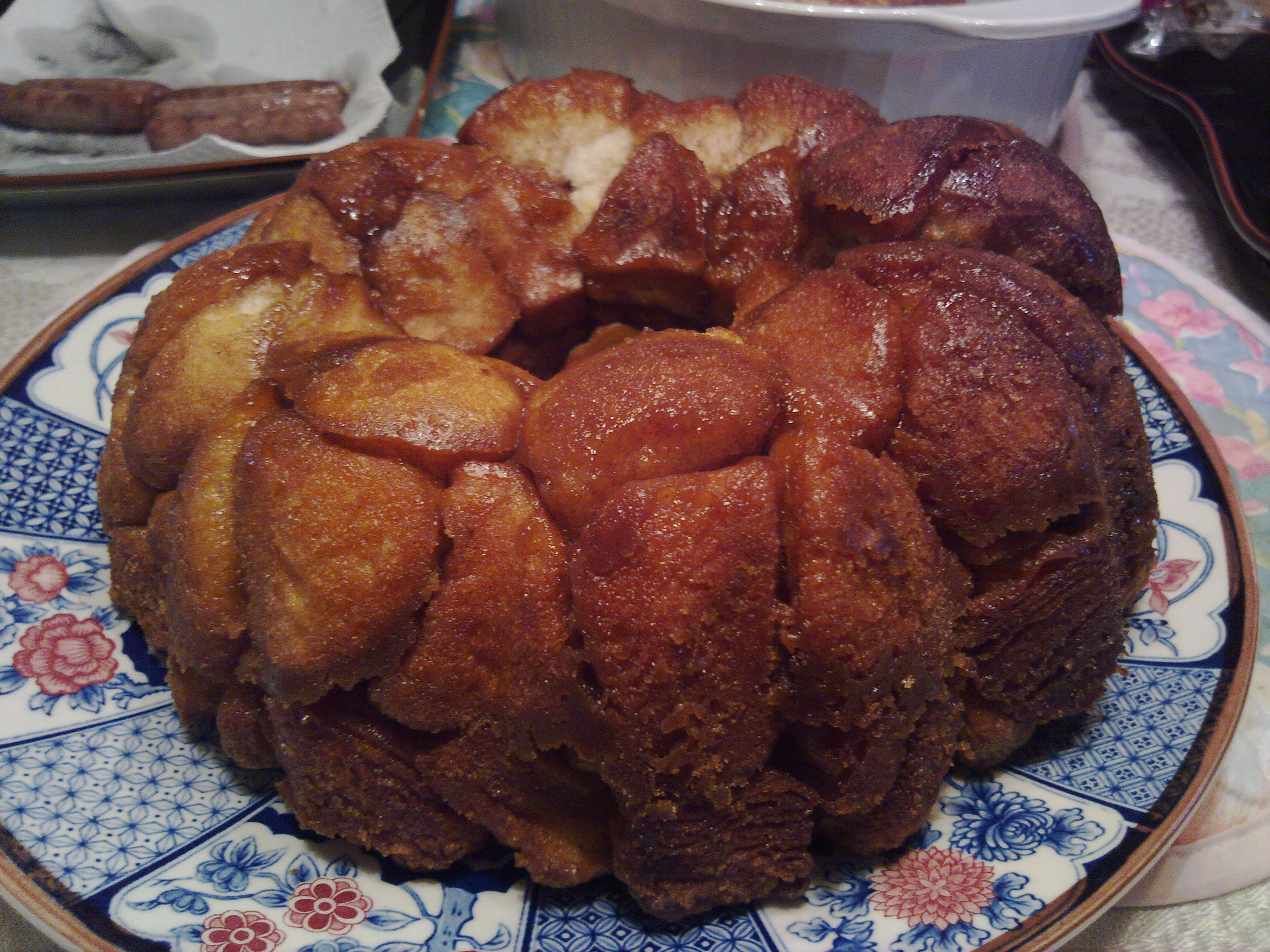
Monkey bread.

El monkey bread (en inglés ‘pan de mono’), también llamado African coffee cake (‘tarta de café africana’), golden crown (‘corona dorada’), pinch-me cake (‘pastel pellízcame’) y bubbleloaf (‘rodaja burbuja’), es un pastel pegajoso y empalagoso servido en los Estados Unidos para desayunar. El origen del nombre monkey bread es incierto siendo posibles etimologías el parecido del pan con la araucaria (monkey puzzle tree en inglés), o que el amasado por parte de varias personas recuerde el comportamiento de los monos. Otra teoría, menos probable, es que le llame así debido al parecido con las heces de mono. Las recetas de pan aparecieron por primera vez en recetas femeninas estadounidenses y libros de recetas comunales en los años 1950, y sigue siendo virtualmente desconocido fuera de los Estados Unidos. Se elabora con trozos de masa dulce con levadura (a menudo congelada) que se hornean en una sartén a alta temperatura tras cubrir cada trozo con mantequilla derretida, canela, azúcar y pacana picada. Tradicionalmente se sirve caliente de forma que los segmentos horneados puedan separarse fácilmente con los dedos y comerse con la mano, tal como lo harían los monos.